# Ahurani
Ahurani är det avestiska namnet på en grupp zoroastriska gudar som har kopplingar till vatten. I text används uttrycket både i singularis och pluralis och kan - beroende på sammanhanget - syfta antingen på en specifik gud vid namn Ahurani, eller en grupp av gudar som är ahuranier.
Det avestiska feminina suffixet -ani står för "kompanjon, hustru, kamrat", vilket innebär att ahurani betyder "ahuras kamrat". Ahura-delen av namnet kan antingen syfta på Ahura Mazda eller på någon annan av Ahuras. Som ett resultat av forskning på senare år antas det numera allmänt att det en gång i tiden ansågs finnas en gud vid namn Ahura från vilken de andra ahura-gudarna fått sina namn från. Hon styrde över regn och vatten